# Volary

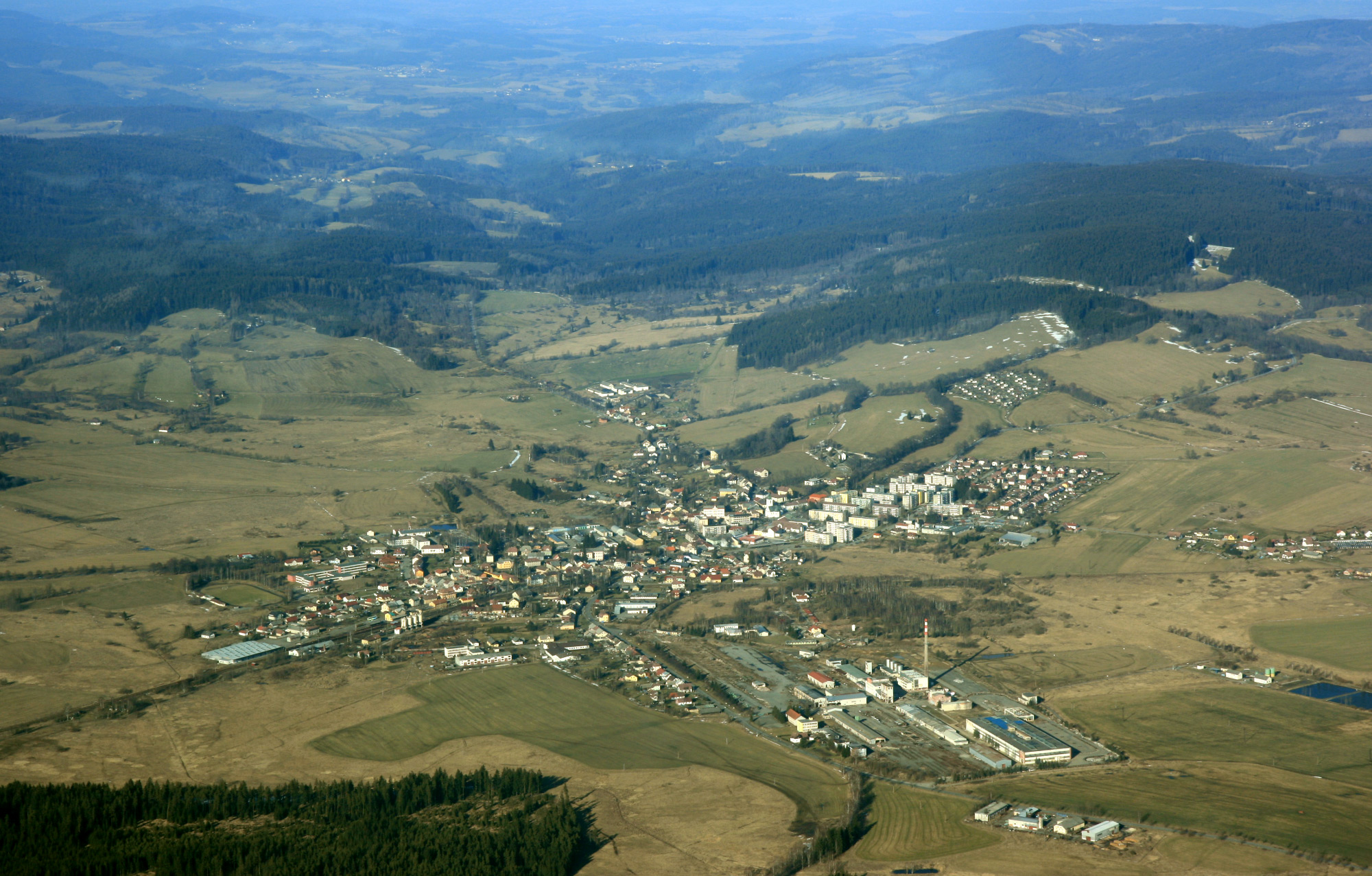
Luftaufnahme der Stadt von Südwesten

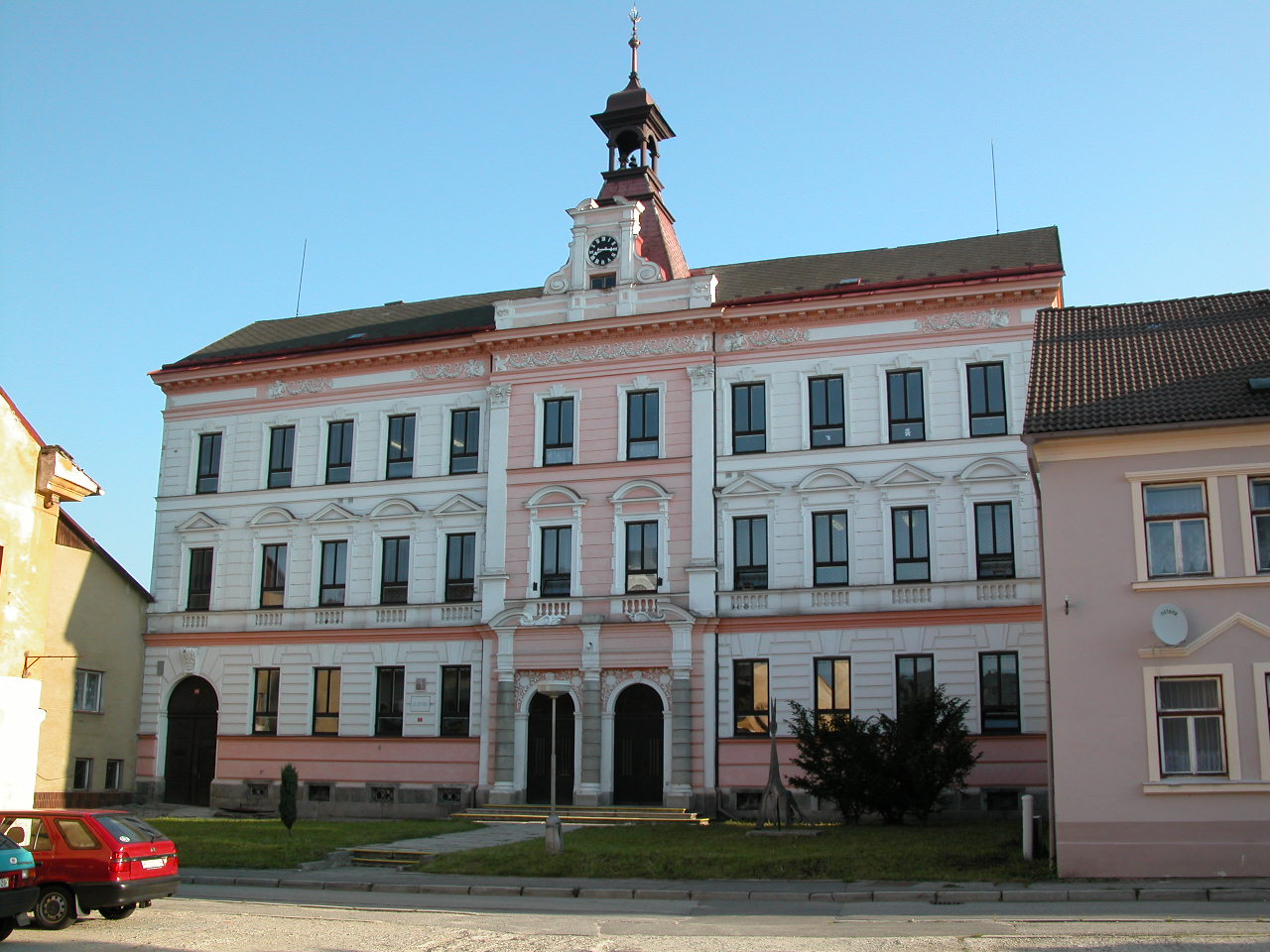
Schule Volary

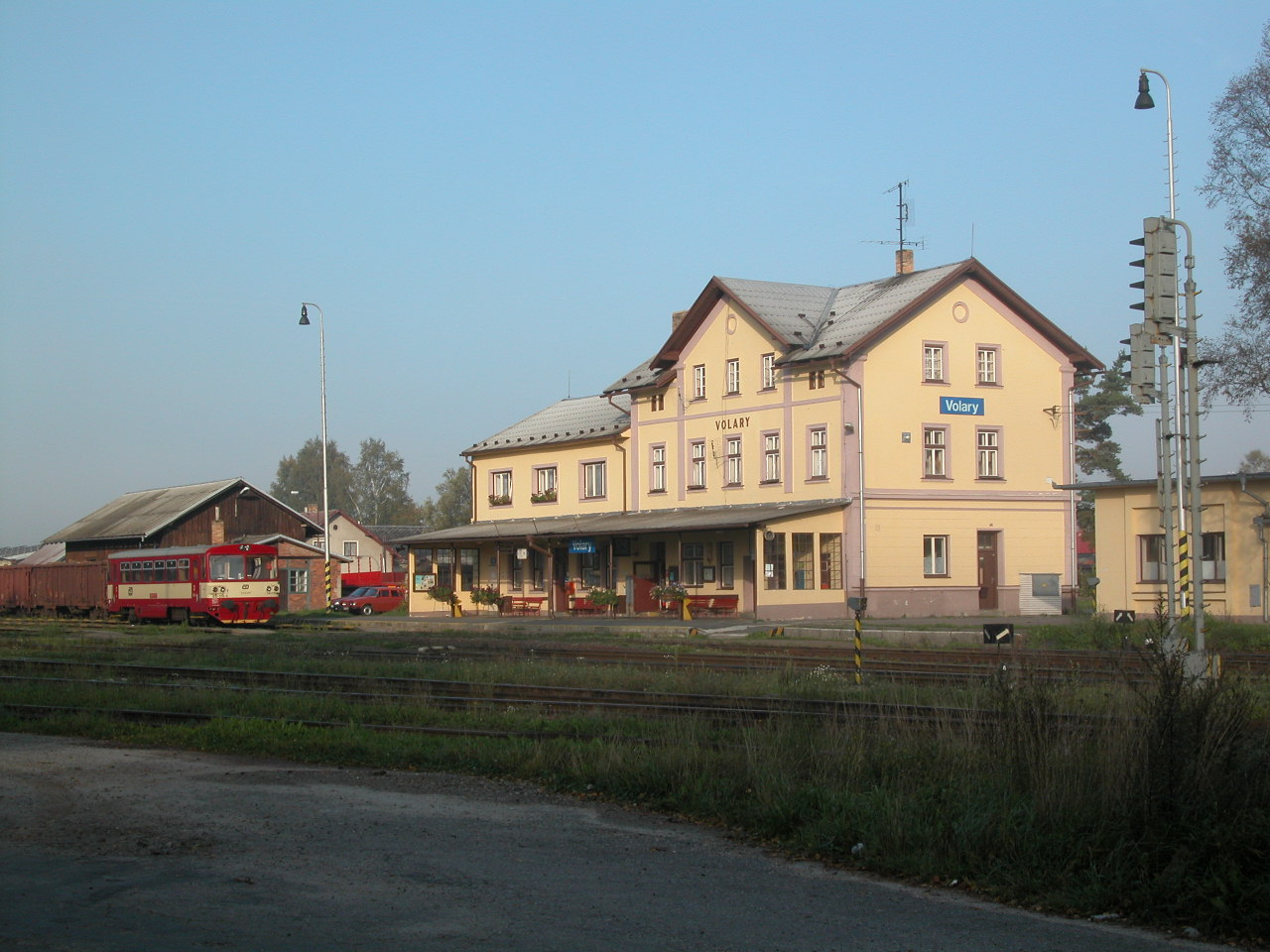
Bahnhof Volary

Volary anhörenⓘ (deutsch: Wallern) ist eine Stadt in der Region Südböhmen in der Tschechischen Republik im Bezirk Prachatice. Sie liegt etwa 16 Kilometer südwestlich von Prachatice im Böhmerwald, etwa 100 Straßenkilometer östlich von Deggendorf und 160 km südlich von Prag.

## Geographie

### Lage
Volary befindet sich südöstlich des Bobík (Schreiner, 1264 m n.m.) in der Volarská kotlina (Wallerer Ebene), die gegen Süden durch eine Hügelkette von der Vltavická brázda (Moldaufurche) abgetrennt wird. Die Stadt wird vom Bach Volarský potok durchflossen. Sechs Kilometer südlich von Volary vereinigen sich im Moor Mrtvý luh die Warme und Kalte Moldau zur Moldau. Nördlich erheben sich der Kleine Steinberg (874 m n.m.) und der U Myslivem (891 m n.m.), im Nordosten der Vysoký les (Hochwiese, 942 m n.m.), die Zlatá stezka (Kronetberg, 920 m n.m.), die Ořechovka (919 m n.m.) und der Kamenáč (899 m n.m.), östlich der Větrný (Lichtenberg, 1051 m n.m.), südöstlich der Na Skále (Großer Steinberg, 1011 m n.m.), die Doupná hora (Schusterberg, 1052 m n.m.), die Křemenná (Steinschicht, 1085 m n.m.) und der Mechový vrch (Maystadt, 1012 m n.m.), im Südwesten der Lískovec (Sipplberg, 834 m n.m.), westlich die Smolná hora (883 m n.m.) sowie im Nordwesten der Dvorský vrch (Brix, 914 m n.m.), die Jedlová (Stögerberg, 1088 m n.m.), die Hochmark und der Bobík. Durch Volary führt die Staatsstraße I/39 zwischen Vimperk und Horní Planá, von der im Ortskern die Straße II/141 nach Prachatice abzweigt. Die Stadt liegt an den Bahnstrecken Číčenice–Haidmühle und Strakonice–Volary.

### Gemeindegliederung

Stadtgliederung

Die Stadt Volary besteht aus den Ortsteilen Chlum (Humwald), Mlynářovice (Müllerschlag) und Volary (Wallern). Grundsiedlungseinheiten sind Cudrovice (Zuderschlag), Chlum, Horní Sněžná (Oberschneedorf), Jedlová, Krejčovice (Schneiderschlag), Milešice (Oberschlag), Mlynářovice, Průmyslový obvod, Sídliště, Soumarský Most (Säumerbrück), Stögrova Huť (Stögerhütte), U Lexova mlýna, Účelové zařízení, Volary-střed und Za pivovarem.
Zu Volary gehören außerdem die Weiler und Einschichten Brixovy Dvory (Brixhof), Chalupy nach Blatech (Mooshäuser), Dolní Sněžná (Unterschneedorf), Meindlova Pila (Meindlsäge), Milešická hájenka (Farbenheger), Mlynařovická myslivna (Müllerschlager Forsthaus), Myslivny (Jägerhäuser), Nové Chalupy (Neuhäuser), Planerův Dvůr (Planerhof), Plešivec (Kolmberg), Sipplovy Dvory (Sipplhof), Svatá Magdaléna (St. Magdalena), U Bašty (Schusterwiesenhäuser) und Zelené Dvory (Grünhof). Im Gebiet der Gemeinde befinden sich die Wüstungen Dvojdomí (Bei den zwei Häusern), Jodlovy Chalupy (Jodlhäuser), Kollerhaus, Kuberna (Kubern), Lexův Mlýn (Lexmühle), Putín und U kováře Lukše (Stalliesel Luksch).
Das Gemeindegebiet gliedert sich in die Katastralbezirke Cudrovice, Chlum u Volar, Horní Sněžná, Krejčovice, Milešice, Mlynářovice u Volar und Volary.

### Nachbargemeinden
| Horní Vltavice | Buk                                         | Záblatí  |
| Lenora         | Kompassrose, die auf Nachbargemeinden zeigt | Zbytiny  |
| Stožec         | Nová Pec (Ortsteil Pěkná)                   | Boletice |

Nachbarorte sind Milešice und Mlynářovice im Norden, Křišťanovice, Blažejovice, Zbytiny und Svatá Magdaléna im Nordosten, Dolní Sněžná und Arnoštov im Osten, Horní Sněžná im Südosten, Pěkná, Chlum und Smolná Pec im Süden, Černý Kříž, Stožec und Dobrá im Südwesten, Soumarský Most, Stögrova Huť und Lenora im Westen sowie Zátoň und Kaplice im Nordwesten.

## Geschichte

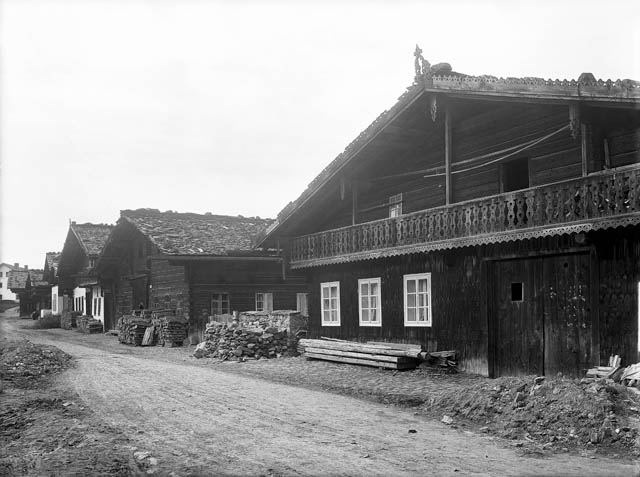
Wallerer Häuser (Aufnahme von Rudolf Bruner-Dvořák, 1900)

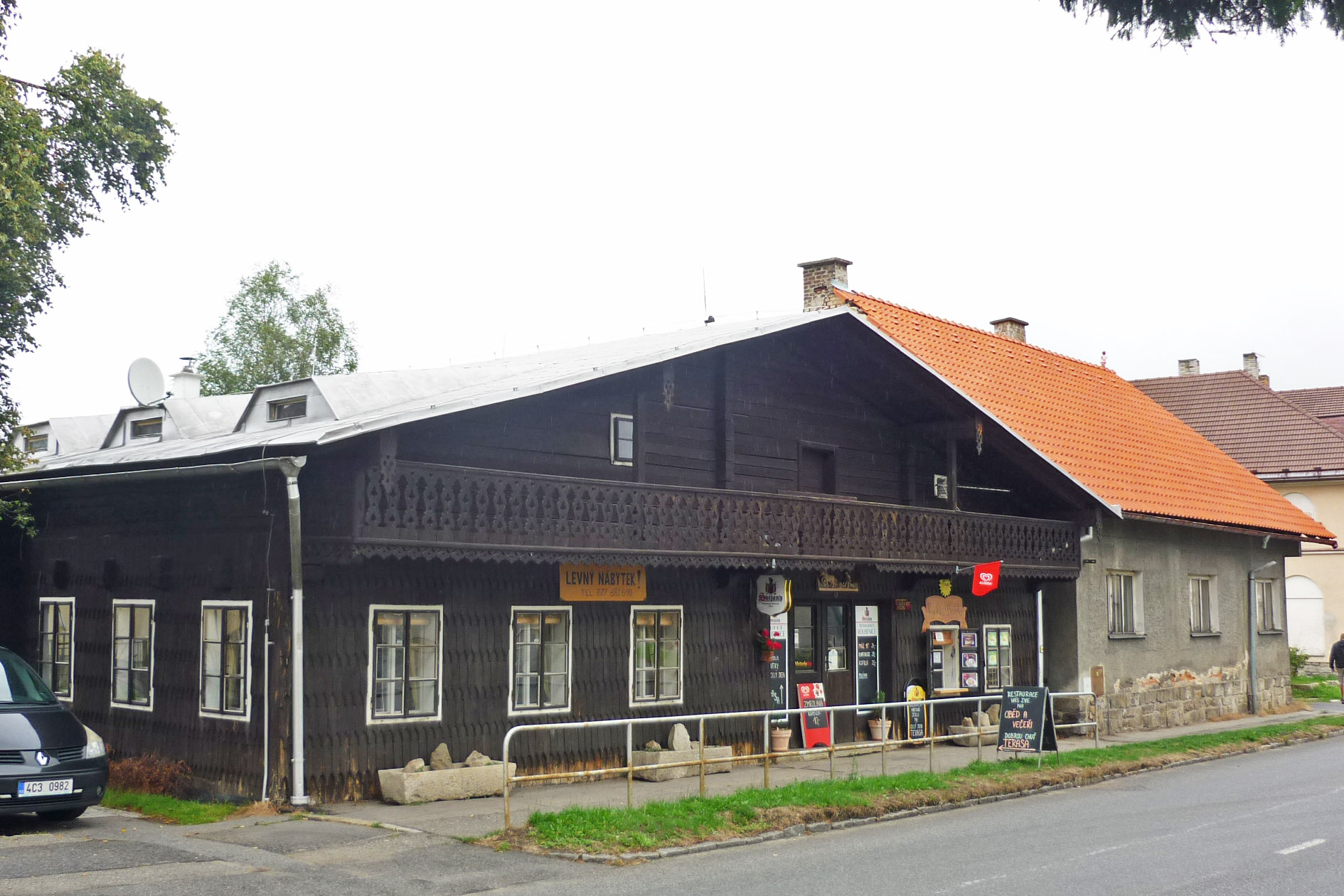
Denkmalgeschütztes Holzhaus Soumarská 56

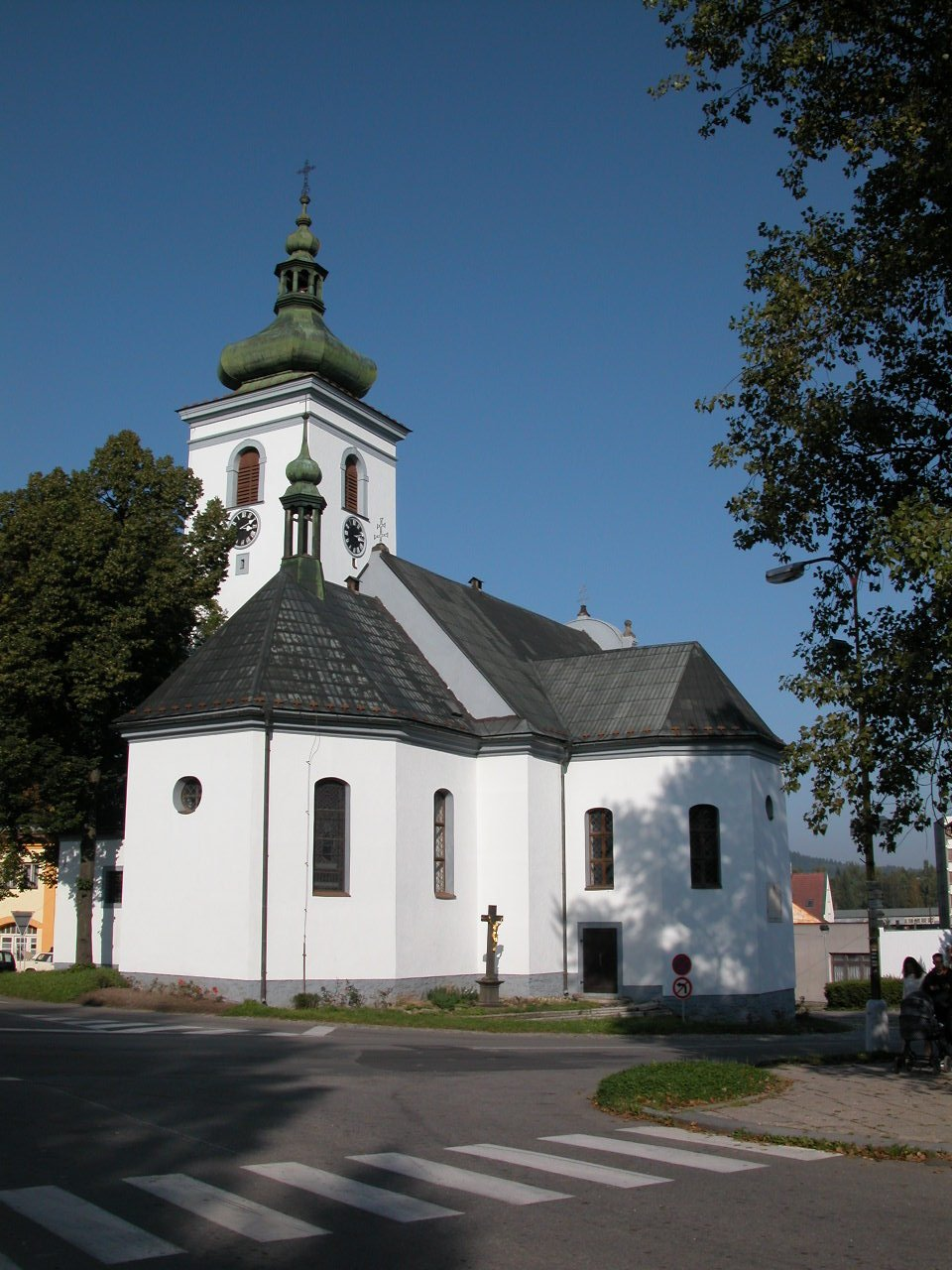
Kirche St. Katharina

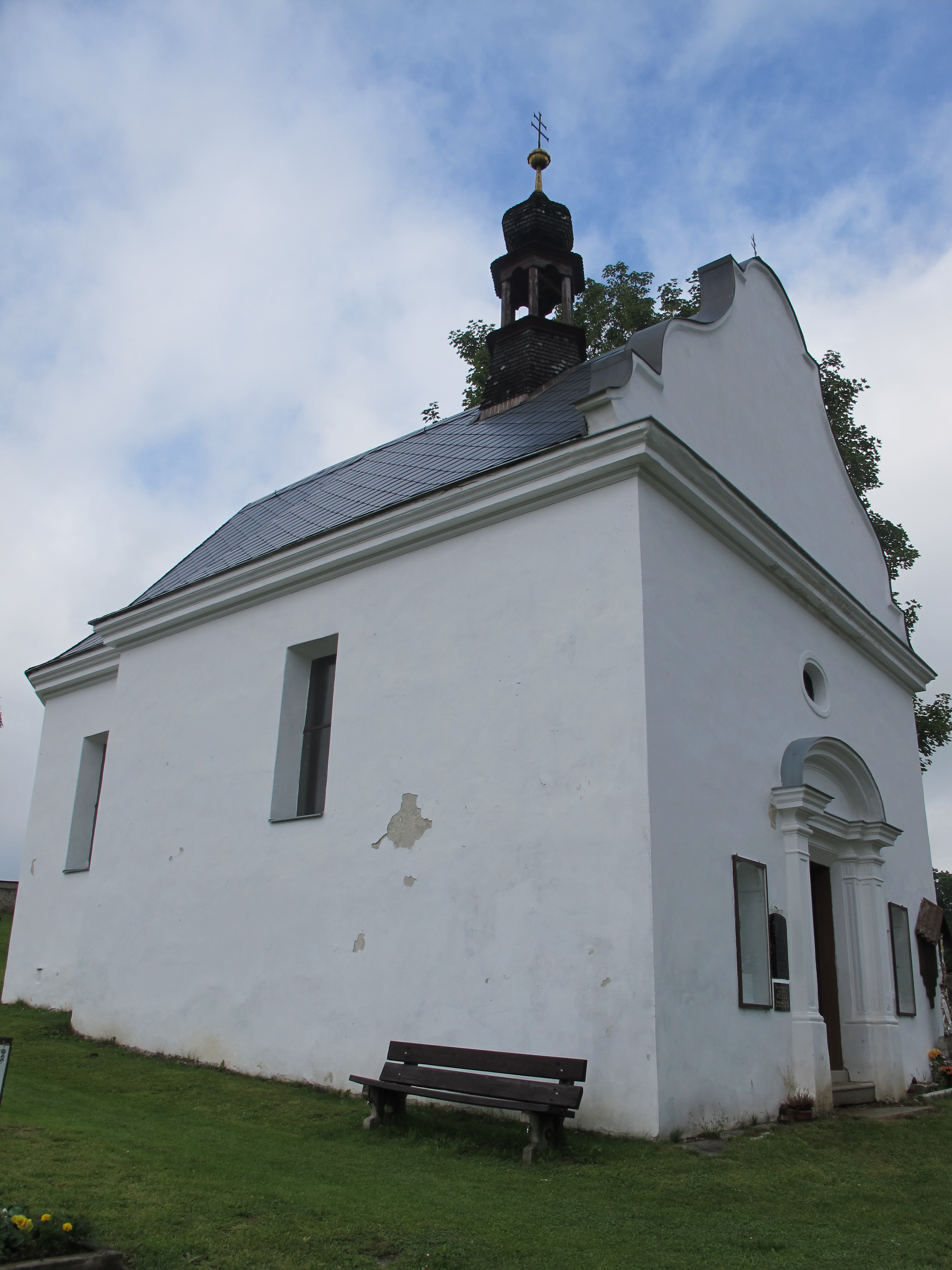
Kapelle des hl. Florian

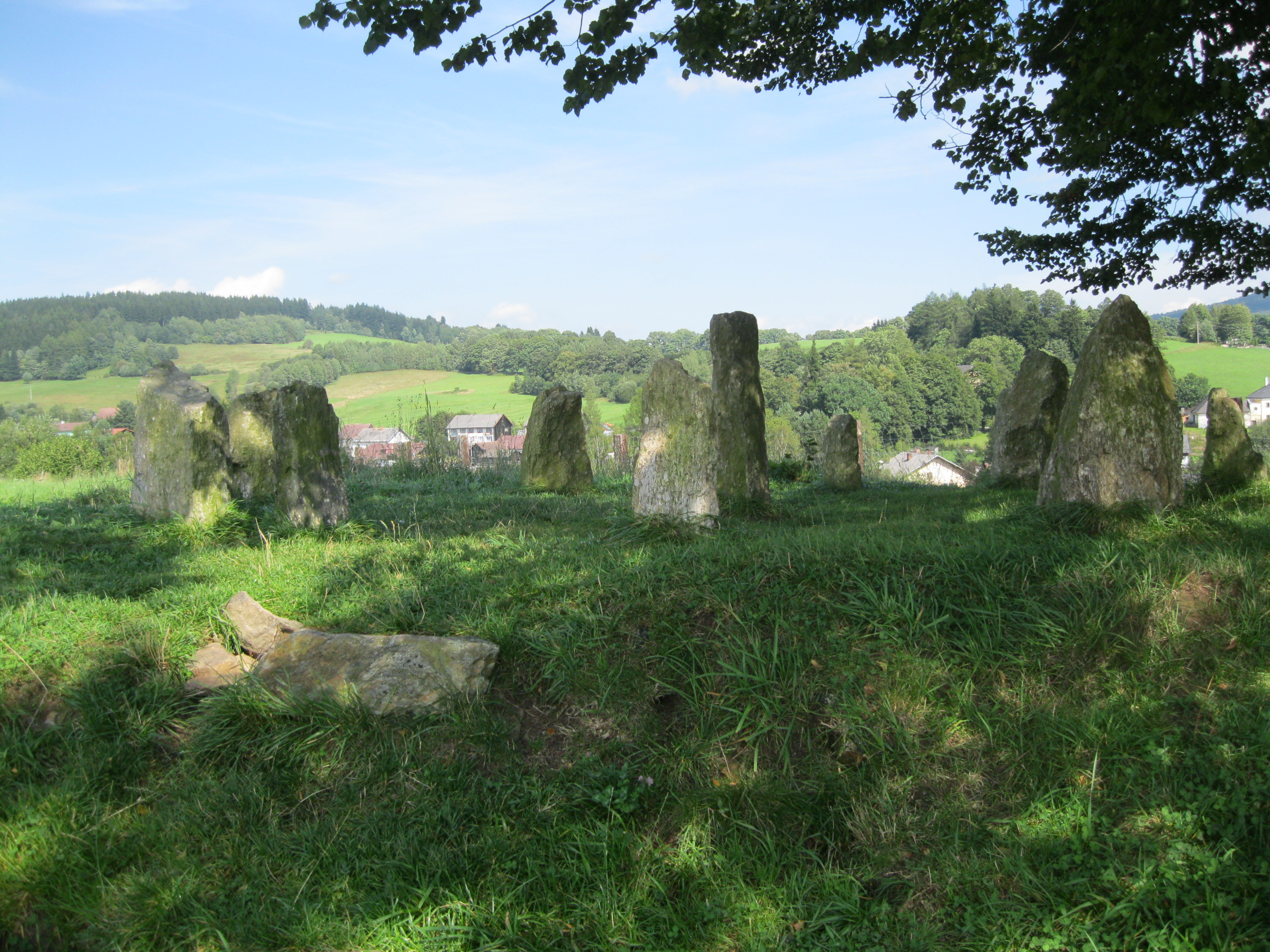
Volarské menhiry

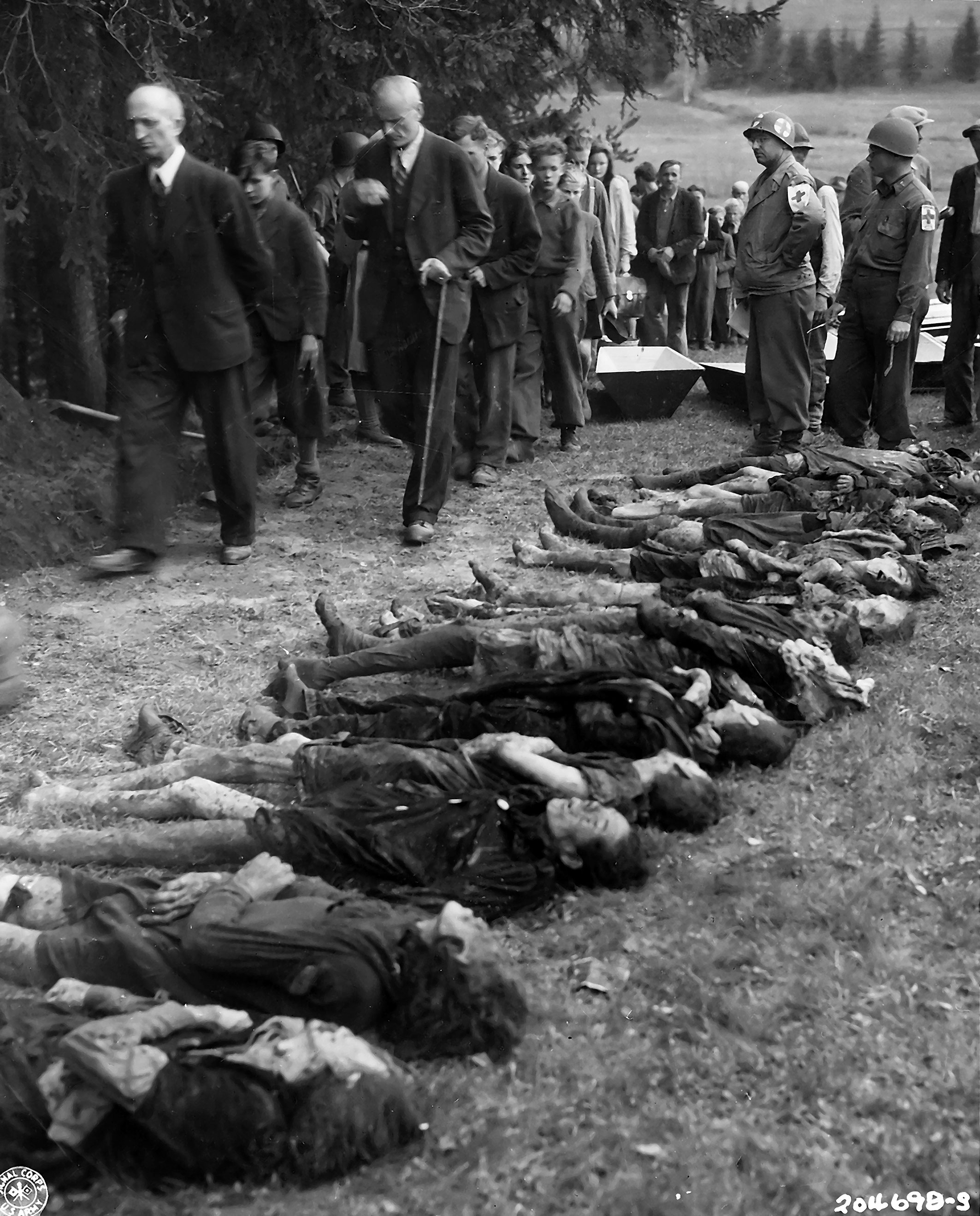
Die deutsche Bevölkerung von Volary wurde am 11. Mai 1945 vom US-Militär zum Vorbeigehen an Opfern des Todesmarsches gezwungen

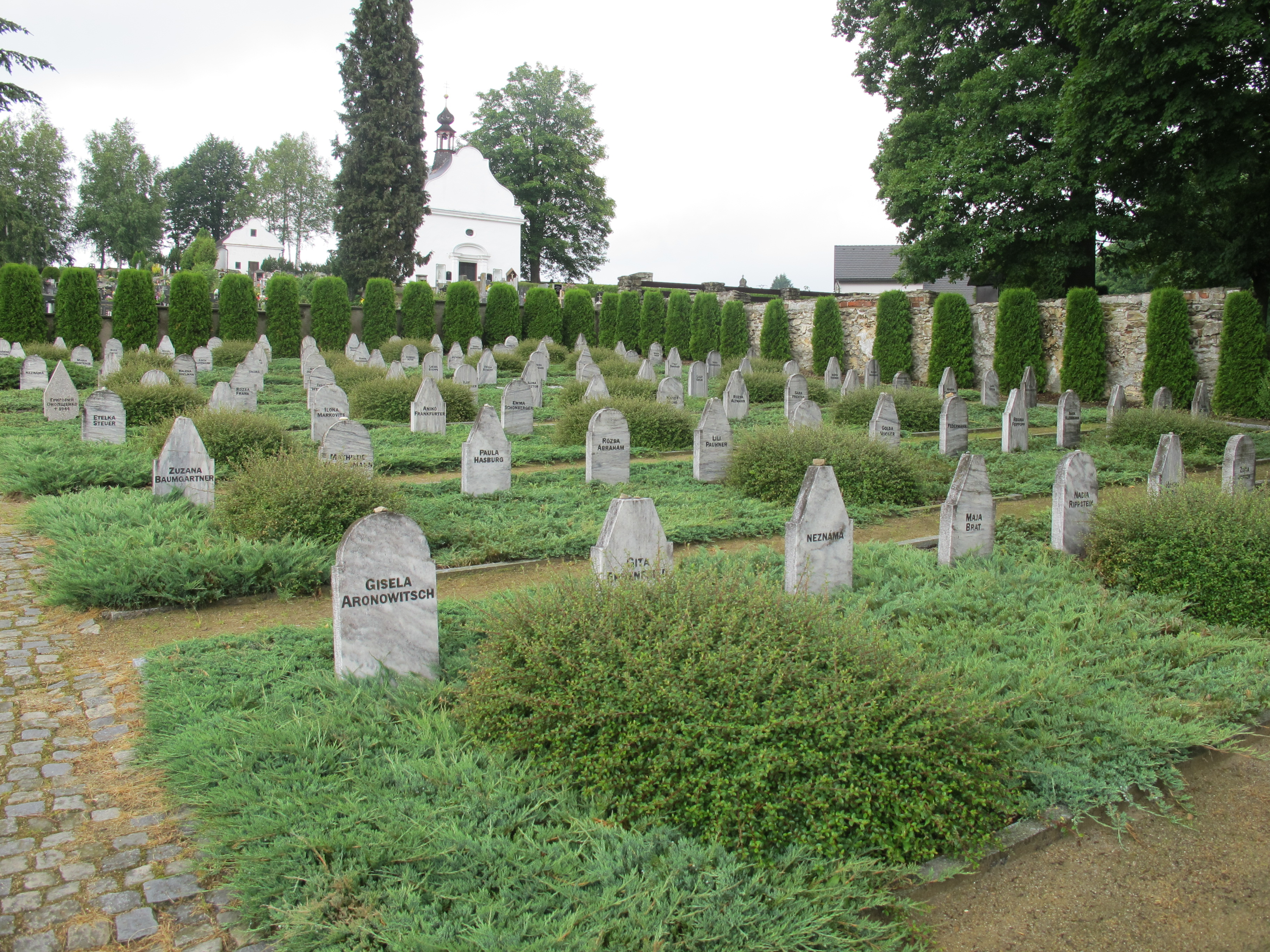
Friedhof der Opfer des Todesmarsches

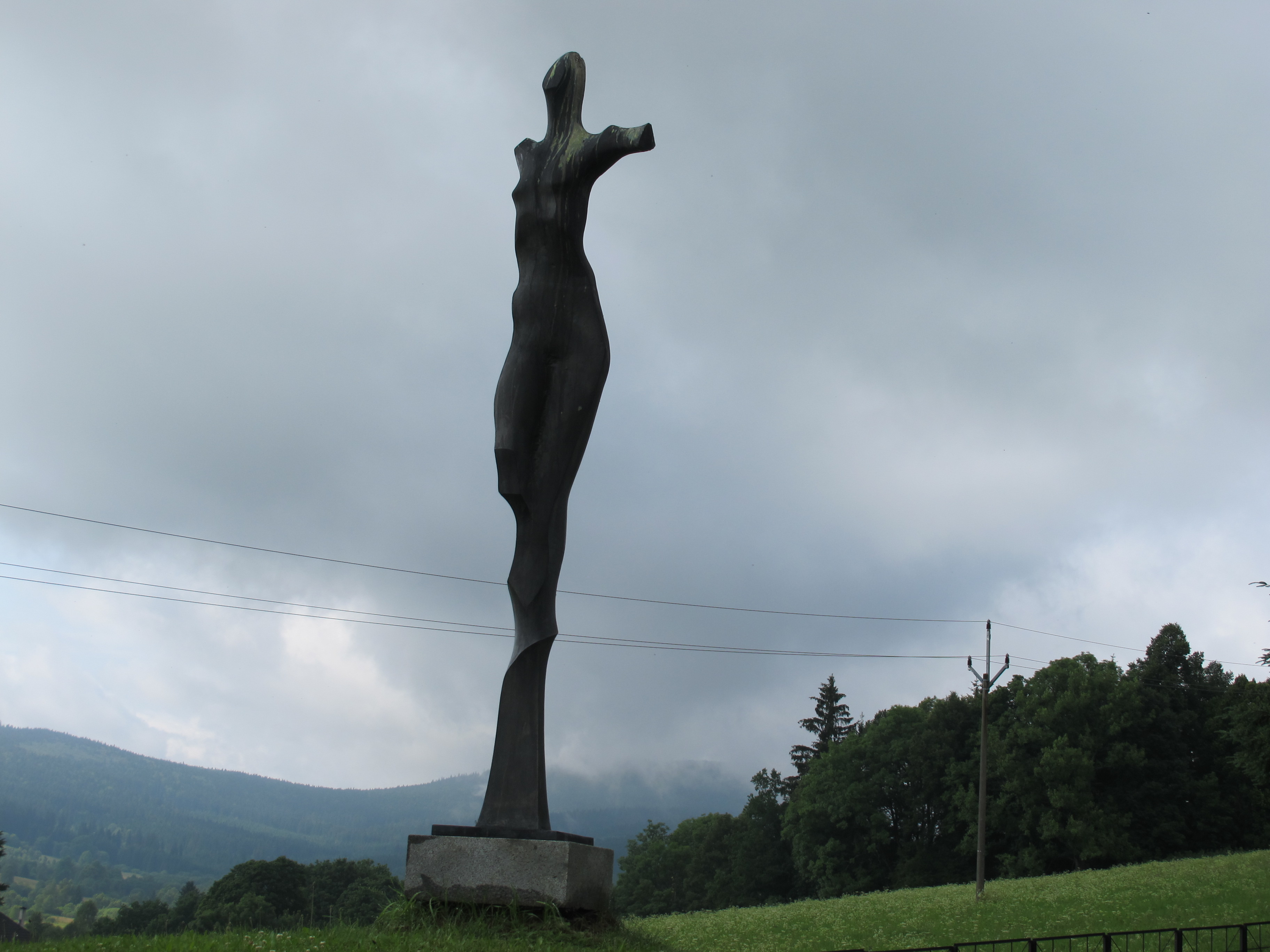
Skulptur am Friedhof der Opfer des Todesmarsches

Wallern wurde wahrscheinlich in der ersten Hälfte des 14. Jahrhunderts durch das Kollegiatstift Vyšehrad als Säumersiedlung mit Nachtlager im Zuge der Neutrassierung des Prachatitzer Steiges gegründet. Dabei wurde anstelle des durch das Tal der Kalten Moldau und bei Pěkná und Zbytiny über den Gebirgskamm führenden alten Steiges ein neuer Handelsweg angelegt, der über den Haidel und České Žleby sowie bei Soumarský Most in einer Furt durch die Sümpfe der Warmen Moldau und schließlich durch die Volarská kotlina nach Prachatice geführt wurde. Es wird angenommen, dass die ersten Siedler aus dem Hochstift Passau kamen. Der Ortsname leitet sich wahrscheinlich von Waldbewohner („ze den waldaeren“) her.
Erstmals urkundlich erwähnt wurde Wallern 1359 im Zusammenhang mit dem Prachatitzer Ratsmitglied Andreas de Wallerii. Der tschechische Ortsname lässt sich erstmals 1410 in der Namensform z Wollar nachweisen. Zu Beginn des 15. Jahrhunderts war Wallern zum bedeutendsten Säumerzentrum am böhmischen Teil des Goldenen Steiges angewachsen und erlangte vermutlich in dieser Zeit auch das Marktrecht. Bis zu den Hussitenkriegen gehörte Wallern zu den Besitzungen des Vyšehrader Stiftes und fiel dann der königlichen Kammer zu. Danach wurde der Verkehr auf dem Goldenen Steig durch herumziehende Söldnerbanden stark beeinträchtigt. König Sigismund verpfändete 1437 die Herrschaft Wallern an Jan Smil von Krems auf Burg Gans. Jan Smil lieferte sich mit Ulrich von Rosenberg zahlreiche Fehden und wurde 1439 von diesem auf der Burg Krumau gefangen genommen. Daraufhin bemächtigte sich Raubritter Habart Lopata von Hrádek der einstigen Schutzburg Gans und benutzte sie als Schlupfwinkel für seine Überfälle auf durchreisende Kaufleute auf dem Goldenen Steig; 1441 wurde das Raubnest eingenommen und geschleift. Im Jahre 1444 bemächtigte sich Ulrich von Rosenberg mittels einer gefälschten Urkunde der Herrschaft Wallern, die er 1457 den Brüdern Prokop und Johann von Rabenstein überließ. Zwischen 1493 und 1501 war die Herrschaft Wallern an die Herren von Raupowa verpfändet. Ab 1503 gehörte sie erneut den Herren von Rosenberg, von denen Wallern das Recht zur kostenlosen Entnahme von Bau- und Brennholz sowie der Weidung des Viehs in den herrschaftlichen Wäldern bis in eine Entfernung von vier Stunden erhielt. In den 1506 durch Peter von Rosenberg erteilten Privilegien als ausschließliche Säumerherberge zwischen Prachatitz und der baierischen Grenze wurde Wallern erstmals ein Marktflecken genannt. Während der Blütezeit des Passauer Salzhandels gab es während des 16. Jahrhunderts in Wallern 13 Gasthäuser und vier Schmieden für die Säumer. Zu dieser Zeit erfolgte auch der Bau der ortstypischen alpinen Häuser. 1591 erhielt Sigmund Stöger von Wilhelm von Rosenberg das Privileg zum Betrieb einer Spiegelhütte bei Wallern. Peter Wok von Rosenberg erweiterte die Wallerer Privilegien 1596 um das Recht zur Beschlagnahme der Pferde und Ladung fremder Säumer, die zum Nachteil des Marktes vom Goldenen Steig abwichen und andernorts ihre Ware verkauften, wobei das konfiszierte Gut jeweils zur Hälfte dem Markt Wallern und der Obrigkeit zufiel. Zu Beginn des 17. Jahrhunderts gehörte die Herrschaft der Katharina von Gutenstein und fiel dann wieder der Hofkammer zu. König Rudolf II. bestätigte 1608 dem Marktflecken sämtliche Privilegien mit Ausnahme des Konfiskationsrechtes für Ross und Ladung. Ferdinand II. überließ die Herrschaft Wallern am 23. Dezember 1622 an Hans Ulrich von Eggenberg. Der Dreißigjährige Krieg führte zum Niedergang des Salzhandels auf dem Goldenen Steig, stattdessen diente er dem kaiserlichen Heer als Aufmarsch- und Versorgungsweg. Auch nach Kriegsende gelangte der Handel auf dem Goldenen Steig wegen hoher Schutzzölle auf bayerisches und Passauer Salz und verstärkter Einfuhr österreichischen Salzes aus Gmunden nie wieder zu alter Blüte. Im Jahre 1679 zerstörte ein Großbrand 45 Häuser. 1693 stifteten die Brüder Johann, Georg und Kaspar Stegbauer in Wallern ein Spital für vier Pfründler. Während des Spanischen Erbfolgekrieges verbot Joseph I. schließlich die Einfuhr bayerischen und Passauer Salzes nach Böhmen und hob das Prachatitzer Salzstapelrecht auf. Nachdem die Fürsten von Eggenberg 1717 im Mannesstamme ausstarben, fiel die Herrschaft den Fürsten zu Schwarzenberg zu, in deren Besitz sie bis 1848 blieb. Nach dem Wegfall des Salzhandels war der Goldene Steig bis zur Mitte des 18. Jahrhunderts in die Bedeutungslosigkeit herabgesunken; dies führte auch zum Niedergang von Wallern. Weitere große Brände gab es in den Jahren 1715, 1719 und 1754. Im Jahre 1754 brannte die Kirche St. Katharina nach einem Blitzeinschlag nieder, nach ihrem Wiederaufbau wurde die Kirche 1756 geweiht. Der Markt wurde von einem regulierten Magistrat geleitet. Im Jahre 1807 wurde die Spiegelglashütte in Stögerhütten stillgelegt. Da das Wallerner Nutzungs- und Weiderecht in den herrschaftlichen Wäldern mit deren zum Ausgang des 18. Jahrhunderts begonnenen forstwirtschaftlichen Nutzung zu zunehmenden Irritationen führte, schloss Joseph II. Fürst zu Schwarzenberg im Jahre 1816 mit dem Wallerer Magistrat einen Rezess über die Ablösung des weiträumigen Nutzungs- und Weiderechts und übereignete dem Markt 5436 Joch 941 Quadratklafter Wald um den Schreiner, den Lichtenberg und die Maystadt. Der nur für Saumpferde nutzbare alte Goldene Steig wurde im 19. Jahrhundert als Verkehrsweg nach Bayern abgeworfen und sank zum Saumweg mit lediglich regionaler Bedeutung herab. Ersetzt wurde er durch die Kunststraßen nach Prachatitz bzw. Obermoldau. 1833 errichtete der in Wallern geborene Besitzer der Herrschaft Liboch, Jakob Veith ein weiteres Gestift von 2000 Gulden, das der besseren Subsistenz des Magistrats diente.
Im Jahre 1838 umfasste die durch zwischenliegende Ortschaften der Herrschaft Winterberg in drei Teile zerstückelte Allodialherrschaft Wallern eine Nutzfläche von 11.954 Joch 570 Quadratklafter, wovon der Waldanteil 4649 Joch 27 Quadratklafter betrug. Der Großteil der Wälder gehörte der Stadt Prachatitz und dem Markt Wallern; der herrschaftliche Wald bestand lediglich aus den beiden kleineren Forsten Čihadlo und Kozlow bei Bieltsch. Die Herrschaft lag an der Sprachgrenze; in den Ortschaften nördlich von Prachatitz wurde tschechisch, im übrigen Teil deutsch gesprochen. Zur Herrschaft gehörten die Schutz- und Munizipalstadt Prachatitz, der Markt Wallern sowie die Dörfer Bieltsch (Běleč), Danetschlag (Rohanov), Lhota (Bělečská Lhota), Pfefferschlag, Tieschowitz, Weyrow (Výrov) und Zdenitz (Zdeníce). Der Amtssitz der Herrschaft befand sich in Prachatitz. Der Markt Wallern bestand einschließlich der 46 zugehörigen Einschichten aus 224 Häusern mit 2069 deutschsprachigen Einwohnern. Unter dem Patronat der Obrigkeit standen die Pfarrkirche der hl. Katharina und die Schule. Außerdem gab es im Ort eine öffentliche Kapelle des hl. Florian und ein Rathaus. Nach Wallern führten zwei Kunststraßen von Prachatitz bzw. Obermoldau. Haupterwerbsquellen bildeten der Ackerbau, die Viehzucht und Viehmast, die Leineweberei und die Herstellung von Garnen. Jährlich verkauften die Wallerer etwa 400 Mastochsen nach Prag. Umgeben wurde der abgeschiedene Marktflecken von landwirtschaftlich genutztem Wiesenland mit zahlreichen Einödhöfen, Heustadeln und -scheuern, die der Gegend zusammen mit der besonderen Bauweise der Häuser einen alpenländischen Charakter gaben. Die größtenteils hölzernen Häuser von Wallern waren eng aneinandergebaut und besaßen flache, mit großen Steinen beschwerte Satteldächer sowie Pawlatschen an der Giebelfront. Die als Wallinger bzw. Wallerer bezeichneten Bewohner wahrten ihre alten Sitten und Gebräuche gegen fremde Einflüsse. In Wallern gab es zu dieser Zeit 73 Gewerbebetriebe, darunter waren zwölf Leinweber, neun Schneider und acht Bäcker. In Wallern wurden zwei Jahrmärkte abgehalten, deren Bedeutung jedoch nur gering war. Zum Markt Wallern gehörten die Einschichten Magdalenenhöfe (Svatá Magdaléna, sieben Häuser und Kapelle zur hl. Magdalena), Spanolahof (Spanolerův Dvůr) und Zaunmühle (vier Häuser), Gemeindmühle (Obecní mlýn, zwei Häuser), Austenmühle, Schoberhof, Sippelhöfe (Sipplovy Dvory, vier Häuser), Prixhöfe (Brixovy Dvory, fünf Häuser), Stögerhütten (Stögrova Huť, neun Häuser mit Brettsäge), Grünhof (Zelené Dvory, zwei Häuser), Ratschinhof, Jägerhaus (Myslivny, zwei Häuser) und Nuskohof. Wallern war Pfarrort für Neuhäuser (Nové Chalupy) und Ober-Schneedorf. Bis zur Mitte des 19. Jahrhunderts blieb Wallern der Allodialherrschaft Wallern untertänig.
Nach der Aufhebung der Patrimonialherrschaften bildete Wallern/Volary ab 1849 mit den Ortsteilen Stögerhütte und St. Magdalena eine Marktgemeinde im Gerichtsbezirk Prachatitz. Am 22. Juli 1863 zerstörte ein Großfeuer 59 Häuser, die Kirche und die Schule; am nächsten Tage wurde Wallern von einem Sturmunwetter heimgesucht, bei dem der Langwiesenbach über die Ufer trat. Beim Wiederaufbau nach dem Brand von 1863 wurden die typischen Wallerer Häuser nicht mehr gänzlich aus Holz errichtet, sondern teilweise mit Mauern aus Stein und Ziegeln versehen. Insgesamt brachen zwischen 1856 und 1882 in dem großteils aus Holzhäusern bestehenden Städtchen acht Großbrände aus. 1865 wurde in Wallern ein Postamt eröffnet, 1869 entstand ein Telegraphenamt. Ab 1868 gehörte die Marktgemeinde zum Bezirk Prachatitz. Der schwere Sturm vom 27. Oktober 1870 hinterließ in den Wallerer Wäldern, wie im gesamten Böhmerwald, starke Windbruchschäden. Am 30. April 1871 wurde Wallern durch Kaiser Franz Joseph I. zur Stadt erhoben und erhielt ein Stadtwappen; zu dieser Zeit lebten in der Stadt 2712 Menschen. 1873 wurde eine staatliche Fachschule für Holzbearbeitung eröffnet. Am 3. November 1874 wurde der Gerichtsbezirk Wallern gebildet und die Stadt zum Sitz eines Bezirksgerichts erhoben. Im Jahre 1879 entstand eine Brauerei, außerdem wurden in der zweiten Hälfte des 19. Jahrhunderts in der Stadt zahlreiche holzverarbeitende Betriebe sowie Sägewerke und eine Fahrradkettenfabrik gegründet. Die Staatsfachschule für Holzbearbeitung bezog 1894 ein neu errichtetes Schulgebäude. 1899 erhielt Wallern im Zuge der Verlängerung der Bahnstrecke Číčenice–Prachatitz einen Bahnanschluss. Im selben Jahre ging auch die Bahnstrecke Eleonorenhain-Wallern in Betrieb, der Abschnitt zwischen Eleonorenhain und Winterberg wurde im Jahre 1900 eingeweiht. Zehn Jahre später wurde die Bahnverbindung bis ins bayrische Haidmühle verlängert. Beim Zensus von 1910 hatte die Stadt 3573 Einwohner, darunter waren lediglich neun Tschechen. Bis zur Gründung der Tschechoslowakei im Jahr 1918 war die Stadt ein Teil Österreich-Ungarns. Während der Ersten Republik erfolgte ein zunehmender Zuzug von Tschechen. Im Jahre 1923 wurde Wallern an das Elektrizitätsnetz angeschlossen. 1924 ging eine neue Molkerei in Betrieb. 1930 hatte die Stadt Wallern 3905 Einwohner. Die tschechische Minderheit war bis 1938 auf knapp 200 Personen, größtenteils Beamte, angewachsen; in Wallern gab es eine tschechische Minderheitenschule und einen tschechischen Kindergarten sowie auch einige tschechische Vereine. Im Oktober 1938 wurde Wallern infolge des Münchner Abkommens dem Deutschen Reich zugeschlagen und gehörte bis 1945 zum Landkreis Prachatitz. 1939 lebten in Wallern 4099 Personen. 1940 wurde ein Kriegsgefangenenlager eingerichtet. Der Besitzer der Metallwarenfabrik Knäbel und Co. OHG, Oskar Knäbel, übernahm 1941 die Geschäftsführung der in der ehemaligen Papierfabrik Franzensthal im Tal der Warmen Moldau unter dem Tarnnamen „Möbelwerke Franzensthal AG“ errichteten unterirdischen Fertigungsstätte der Messerschmitt AG. Zwischen 1943 und 1944 erwarb Knäbel die „Möbelwerke Franzensthal“ und verlagerte seine Kettenfabrik von Wallern nach Franzensthal.
Am 4. Mai 1945 erreichte der Todesmarsch des KZ-Außenlagers Helmbrechts Wallern; ein Teil der jüdischen Frauen wurde noch weiter über Prachatitz in Richtung Hussinetz getrieben, wo der Todesmarsch am 6. Mai nach der Flucht der Bewacher endete. 17 Opfer des Todesmarsches wurden in einem Massengrab bei Wallern verscharrt, weitere acht Frauen verstarben in dem in der Holzfachschule eingerichteten Militärlazarett. Nachdem die 5th Infantry Division der US-Army Wallern am 5. Mai 1945 kampflos eingenommen hatte, ließ sie die Leichen aus dem Massengrab exhumieren und zwang am 11. Mai 1945 die deutschsprachige Bevölkerung von Volary zum Vorbeimarsch an den Leichen. Weitere Opfer des Todesmarsches wurden bei Kvilda, Polka, Cudrovice, Můstek und Blanický mlýn exhumiert; insgesamt wurden auf einem separaten Friedhof neben dem Friedhof von Volary 95 überwiegend jüdische Frauen beigesetzt.
Nach dem Ende des Zweiten Weltkriegs kam die Stadt an die Tschechoslowakei zurück. Anfang 1946 hatte Volary ca. 4000 deutschsprachige Einwohner. Ab März 1946 wurden die deutschsprachigen Bewohner auf Grund der Beneš-Dekrete in fünf Transporten fast vollständig vertrieben und Tschechen aus dem Landesinnern, später auch slowakische Reemigranten aus Ungarn und Rumänien angesiedelt. Ab dem 1. Oktober 1951 war in Volary eine Einheit des Pohraniční stráž stationiert, die nach dem Fall des Eisernen Vorhangs aufgelöst wurde. Im Jahre 1961 wurden Chlum (mit Dolni Sněžná, Horní Sněžná, Nové Chalupy und Anteilen von Jodlovy Chalupy) und Mlynářovice (mit Cudrovice, Milešice und Plešivec) eingemeindet. Seit 1995 führt die Stadt ein Banner, das einen silbernen Winkel bzw. ein liegendes V im grünen Feld zeigt. Ein Teil des historischen Ortskerns wurde 1995 zum Schutz der Wallerer Holzhäuser zum dörflichen Denkmalschutzgebiet erklärt.

## Städtepartnerschaft
Seit 1996 bestehen Partnerschaften mit der bayerischen Stadt Waldkirchen und der Gemeinde Grainet sowie mit der oberösterreichischen Marktgemeinde Wallern an der Trattnach. Außerdem pflegt die Stadt noch vertragslose Zusammenarbeit mit dem bayerischen Markt Perlesreut und dem österreichischen Markt Wallern im Burgenland.

## Wappen
Das mehrfarbige Wappen besteht aus vier Tannen auf weißem Untergrund, welche auf grün dargestelltem Waldboden stehen und von Steinen umgeben sind. Die Stadt erhielt das Wappen mit der Erhebung zur Stadt im Jahr 1871. Das älteste erhaltene Gemeindesiegel ist aus dem Jahr 1617, es zeigt nur eine Tanne.
Zudem gibt es ein stilisiertes Wappen mit vier grünen Bäumen auf vier grünen Hügeln.

## Das Wallerer Haus
Im Ort gibt es die sogenannten Wallerer Häuser, deren Baustil sich auf Einwanderer aus dem alpinen Raum zurückführen lässt. Die Wände bestehen aus meist gezimmerten, manchmal auch unbehauenen Holzbalken. Die großen Häuser mit bis zu 20 Metern Frontbreite mit Stall, Wohnräume und Scheuer unter einem Dach waren für die Landwirtschaft erbaut, aber nicht alle wurden dafür genutzt. Damit auch landwirtschaftliche Fuhrwerke in die Häuser fahren konnten, waren die Hauseingänge an der Straßenfront teilweise groß.
Die Räume des Haues gliedern sich in d' Stum (Stube), Koumer (Kammer), Dachboden, Gwölb, Kuchl, Stull (Stall) und Stou(d)l (Stadl = Scheuer).

## Sehenswürdigkeiten

### Bauwerke
- frühbarocke Kirche St. Katharina, erbaut zwischen 1688 und 1690 anstelle eines spätgotischen Vorgängerbaus nach Plänen des Baumeisters Giovanni Domenico Canevalle
- Wallerer Holzhäuser im alpenländischen Stil (Volarské domy)
- Kapelle des hl. Florian auf dem Friedhof, erbaut 1709[6]
- Friedhof der Opfer des Todesmarsches
- Stadtmuseum
- Kalvarienberg mit Kreuzweg, nordöstlich der Stadt
- Volarské menhiry, der aus elf Steinen bestehende Steinkreis wurde 2007 nördlich von Volary auf der Kuppe „U lip“ angelegt. Ursprünglich befanden sich die prähistorischen Menhire auf einer namenlosen Hochebene im Erzgebirge. In den 1950er-Jahren ging ein Großteil des aus mehreren Dutzend Steinen bestehenden großen Rondells im Zuge der großflächigen Bewirtschaftung der Felder und Wiesen verloren. Nachdem der noch erhaltene Kern der Anlage durch den Bau einer Straße zerstört werden sollte, wurden die Menhire nach Volary umgesetzt. Den Mittelpunkt des Rondells bildet die Visierstele, um die die anderen Steine in zwei sich kreuzenden Pentagrammem angeordnet sind. Die Anordnung der Steine entspricht der Sonnenposition zur Sommer- und Wintersonnenwende und zu Beltane.[16]
- Kirche St. Magdalena in Svatá Magdaléna
- Gerberei, denkmalgeschütztes Bauwerk

### Regelmäßige Veranstaltungen
Seit 1993 finden in Volary regelmäßig im August die Volarské Slavnosti dřeva (Holzfestspiele) statt.

## Persönlichkeiten
- Jakob Veith (1758–1833), böhmischer Textilunternehmer
- Johann Kiemann der Ältere (1797–1872), Jurist und Politiker
- Hans Schreiber (1859–1936), Moorforscher, Ehrenbürger von Wallern
- Wenzel Draxler (1861–1942), Ehrenbürger von Wallern, Direktor, Heimatkundler und Eisenbahnpionier
- Gustav Herglotz (1881–1953), Mathematiker
- Kreszenzia Hölzl (1893–1958), Politikerin
- Hans Foschum (1906–1956), Architekt und Oberbaurat der oberösterreichischen Landesbaudirektion
- Jeanette Baroness Lips von Lipstrill (Jeanette Schmid, 1924–2005), österreichische Kunstpfeiferin
- Alfred Walter (1929–2004), Dirigent und Generalmusikdirektor
- Leopold Hafner (Bildhauer, 1930) (1930–2015), Bildhauer
- Paul Praxl (* 1935), Historiker, Archivar und Heimatforscher
- Gerd Wagner (1942–1997), Diplomat